# NGC 5875A
NGC 5875A is een spiraalvormig sterrenstelsel in het sterrenbeeld Ossenhoeder. Het hemelobject werd op 1 mei 1788 ontdekt door de Duits-Britse astronoom William Herschel.

## Synoniemen
- UGC 9741
- MCG 9-25-26
- ZWG 274.23
- PGC 54061